# روژینا (بازیگر مصری)

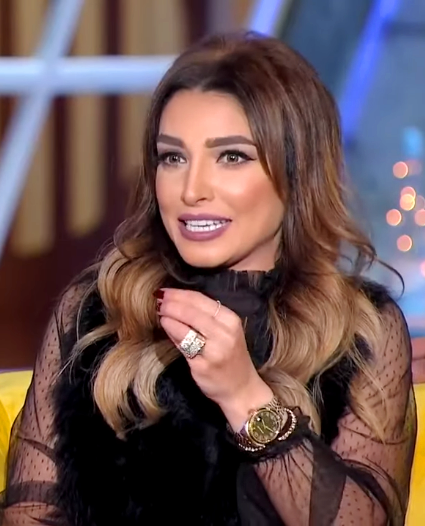

روژینا (۱۶ آوریل 1973)، بازیگر مصری است. او دارای لیسانس بازیگری و کارگردانی از مؤسسه عالی هنرهای دراماتیک است. او در سال ۱۹۹۴ با سریال " خانواده " و سال ۱۹۹۷ با فیلم " سرنوشت " درخشید و شناخته شد. او در جوانی با اشرف زکی که برادر بازیگر زن مگدا زکی است ازدواج کرد حاصل آن دو دختر به نام‌های «مایا» که وارد عرصه کارگردانی شد و «مریم» است.